# Kølig Kaj
Kølig Kaj (nome verdadeiro: Thomas Lægaard, 15 de agosto de 1971) é um cantor dinamarquês de rap que ganhou fama nacional por ter vencido o Dansk Melodi Grand Prix com a canção "Stemmen i mit liv".
No Festival Eurovisão da Canção 1997 que se realizou em Dublin a 3 de maio desse ano, terminou em 16.º lugar, tendo recebido 25 pontos. A partir de então, desapareceu lentamente do panorama musical dinamarquês e nunca mais obteve grande sucesso. De referir que foi o último representante dinamarquês, a cantar no Festival Eurovisão da Canção em dinamarquês. A partir de 1999, quando passou a ser livre o uso da língua da canção, todos têm cantado em inglês. 

## Discografia

### Álbuns
- Solgt Ud!(1997)

Ele também cantou na última faixa "Hvem Er Det Der Banker" no álbum  "Så'n Er Vi" lançado pela banda de Hip-hop dinamarquesa  act Hvid Sjokolade, lançado  in 1996.  